# Sitio de Constantinopla (813)
El sitio de Constantinopla (en búlgaro: Обсада на Константинопол) en 813 por el kan Krum (búlgaro, Крум) fue un intento fallido de tomar la ciudad durante las guerras búlgaro-bizantinas.
Después de la batalla de Versinikia o segunda batalla de Adrianópolis el 22 de junio de 813, que fue una derrota para los bizantinos, la caballería de Krum los persiguió y aprovechando esta derrota, Krum avanzó hacia Constantinopla, que sintió por tierra. Miguel I Rangabé fue obligado a abdicar y convertirse en monje, convirtiéndose en el tercer emperador bizantino eliminado por Krum en los últimos años.
Krum llegó a la ciudad el 17 de julio de 813 y ejecutó un ritual de sacrificio pagano a base de animales y personas para impresionar y obligar a los defensores a rendirse.
Pero fue un fracaso y Krum dijo que las paredes eran inexpugnables, entonces decidió proponer la paz al nuevo emperador bizantino León V el Armenio.
Krum propuso una reunión, pero era una trampa, fue herido por arqueros pero logró huir. Furioso, Krum asoló los alrededores de Constantinopla, en el camino a casa, a continuación tomó Adrianópolis y deporto a sus habitantes (incluyendo a los padres del futuro Basilio I) más allá del Danubio. A pesar de la llegada del invierno, Krum aprovechó el buen tiempo para enviar treinta mil hombres a Tracia, el ejército ocupó Arcadiópolis y capturó cincuenta mil prisioneros. El saqueo de Tracia enriqueció a Krum y a su aristocracia, y permitió el uso de esos elementos arquitectónicos saqueados de las ciudades en la reconstrucción de Pliska; también se dedicaron a reconstruir la ciudad los artesanos deportados.
Krum pasó el invierno preparando un gran ataque contra Constantinopla, donde un rumor informó la creación de varias piezas de artillería transportadas en cinco mil carros. Pero Krum murió el 13 de abril de 814, y le sucedió su hijo Omurtag.